# مسلم (مغني)
محمد الهادي المزوري واسمه الفني «مسلم» (بالإنجليزية: Muslim) هو مغني راب مغربي (مواليد 10 ديسمبر 1981، طنجة).
في سنة 2010 قام بإصدار أول ألبوم له تحت عنوان التمرد والذي لقي نجاحًا في الوسط الفني، خاصة في صنف الراب المغاربي.
تم توشيحه سنة 2015 بمناسبة الذكرى ال52 لميلاد ملك المغرب محمد السادس في قصر مرشان بطنجة، بوسام المكافأة الوطنية من درجة فارس.

## مسيرته
ولد بمدينة طنجة، بدأ مسيرته الغنائية كهاوي سنة 1998، أسس فرقة «الزنقة فلو» (تيار الزنقة) سنة 1998 رفقة زميله العربي. يعبر عن احساسه وتجربته القاسية عن طريق الأغاني والموسيقى. شارك مسلم بمجموعته الغنائية في العديد من الحفلات العامة والمهرجانات المحلية وقد لاقت السهرات التي أحياها تفاعلا وحضورا شبابيّا كبيرا، وقد اشتهرت أغانيه وردّدها الجمهور على غرار «الغربة»، «أنا مسلم»، «قلب مجروح» و«طاير حرّ».
تمكن «مسلم» من الفوز بجائزة مسابقة Morocco Music Awards 2014 صنف الراب، بأغنية «المرحوم».
وبهذه الجائزة، يكون مسلم قد فاز بلقب أفضل مغني راب بالمغرب لسنة 2014. وقد كان في لجنة تحكيم أحد البرامج التلفزيونية على قناة مدي 1 تي في لاكتشاف المواهب BIG UP لسنة 2014 أول نسخة لذلك البرنامج.
بمناسبة مقاطعة المغاربة لمنتوجات لغلاء أثمنتها، ويتعلق الأمر بنوع من الماء المعدني ونوع من الحليب وشركة لتوزيع الوقود، وبعد مطالبة من محبيه بإبداء موقف واضح من المقاطعة، صرح مسلم بأنه «أكبر من أن يقاطع الحليب والماء، وأنه رجل  المهام الصعبة» وهو ماجر عليه انتقادات واسعة من طرف متتبعيه الذين اعتبروا ذلك يناقض محتوى أغانيه وتعالي على معجبيه ومنتقديه.

## حياته الخاصة
له ولدان من زوجته الأولى هما هداية ومعتز

## أعماله

### ألبوماته الجماعية
- out ilfe - فرقة الزنقة فلو (1996)
- طنجاوة دابا - فرقة الزنقة فلو (2001)
- الجبهة – فرقة الزنقة فلو (2003)
- جيب العز ولا اكحز – فرقة القاشلة (2006)
- الدم والدموع – فرقة الزنقة فلو (2006).
- فين حقنا - مع الشاحط مان
- ليل إيزي - مع سلومو (2017)

### أغانيه الفردية
- Strictly For My Souljas - 2005،
- القطرة (2005)
- أنا كريمينيل (2006)
- بغيني ولا كرهني (2006)
- مور السور (2008)
- التمرد (2010)
- حب الوطن (2010)
- ماشي انا لي ختارت (2010)
- لو كان الواقع لوحة (2011)
- الرسالة (2014)
- التمرد 2 (2014)
- كاع ما على بالي (2014)
- لعفو من هاد الراب (2014)
- غلطة الوالدين (2014)
- شني باغيين هاد الناس (2014)
- المرحوم (2014)
- هكذا انا (2014)
- ما تمشيش (2014)
- ضاحك (2015)
- دموع الحومة (2016)
- الغول (2016)
- الزنقة (2017)
- ضميني (2017)
- العين الحمرا (2017)
- آجي معايا (2018)
- ماما (2018)
- كاباييرو (2019)
- ماي لايدي (2020)
- سكاتي (2021)
- وتد (2021)
- سرك (2022)
- جوب (2022)